# Baden Open 2007
Il Baden Open 2007 è stato un torneo di tennis facente parte della categoria ATP Challenger Series nell'ambito dell'ATP Challenger Series 2007. Il torneo si è giocato a Karlsruhe in Germania dal 28 maggio al 3 giugno 2007 su campi in terra rossa.

## Vincitori

### Singolare
Miša Zverev ha battuto in finale  Wayne Odesnik con il punteggio di 2–6, 6–4, 6–3

### Doppio
Alex Kuznetsov /  Miša Zverev hanno battuto in finale  Michael Berrer /  Frederico Gil con il punteggio di 6–4, 6(6)–7, [10-4]